# Ariel Jakubowski
Ariel Jakubowski (ur. 7 września 1977 w Człuchowie) – polski piłkarz grający na pozycji obrońcy, trener.

## Kariera piłkarska

### Kariera klubowa
Jest wychowankiem Polonii Gdańsk, w której debiutował w kategorii seniorskiej. Następnie przeniósł się do ŁKS Łódź. Grał tam trzy sezony, w 1998 zdobył z tym zespołem mistrzostwo Polski. Jego następnym klubem był GKS Katowice, w którym grał jeden sezon. Tyle samo czasu spędził w Odrze Wodzisław Śląski. W sezonie 2002/03 zmienił klub na Wisłę Płock, w której spędził dwa sezony, by potem na rok przenieść się do Lecha Poznań. Od sezonu 2005/06 grał w barwach Jagiellonii Białystok. Od wiosny 2007 bronił barw Ruchu Chorzów, z którym awansował do I ligi. W sezonie 2011/12 ponownie został zawodnikiem Wisły Płock (po tym jak Ruch nie przedłużył z nim kontraktu). W 2012 zakończył karierę zawodniczą.

### Kariera międzynarodowa
W reprezentacji Polski wystąpił raz – 19 czerwca 1999 w zremisowanym 0:0 towarzyskim meczu z Nową Zelandią (w nieoficjalnej dodatkowej serii rzutów karnych było 5-4 dla biało-czerwonych).
| L.p. | Data            | Miejsce            | Przeciwnik    | Wynik | Rozgrywka  | Grał   | Uwagi |
| ---- | --------------- | ------------------ | ------------- | ----- | ---------- | ------ | ----- |
| 1.   | 19 czerwca 1999 | Bangkok, Tajlandia | Nowa Zelandia | 0:0   | Towarzyski | od 58' |       |

## Kariera trenerska
Od 2012 do 2013 był koordynatorem grup młodzieżowych w KS Ursus, a od 24 czerwca 2013 trenerem pierwszego zespołu w tym klubie. 1 lipca 2016 został szkoleniowcem grającego na drugim poziomie Znicza Pruszków, ale z powodu braku licencji był formalnie drugim szkoleniowcem. 15 listopada 2016 został dyrektorem sportowym w Ursusie. 5 listopada 2018 został trenerem Wigier Suwałki. 10 czerwca 2019 został trenerem drugoligowej Elany Toruń, a 6 października został zwolniony z tej funkcji. W 2020 zajmował się młodzieżą w akademii Ursusa. W tym samym roku znalazł się w sztabie trenerskim reprezentacji Polski do lat 16 oraz Motoru Lublin.